# Илья Муромец (самолёт)
«Илья́ Му́ромец» (ИМ; иногда в современной литературе разные модификации самолёта также обозначаются как С-22 — С-27) — общее название целого семейства четырёхмоторных самолётов-бипланов конструкции Игоря Сикорского, серийно выпускавшихся с 1914 года в Санкт-Петербурге (Петрограде) авиационным отделом Русско-Балтийского вагонного завода (последние самолёты этого типа отгружены с завода-изготовителя в 1919 году). На самолётах «Илья Муромец» был поставлен ряд рекордов грузоподъёмности, по количеству пассажиров, дальности и продолжительности полёта. Они являлись первыми в истории серийными многомоторными бомбардировщиками.

## Самолёт «Гранд» («Русский витязь»)
Предшественником «Ильи Муромца» был четырёхмоторный самолёт-биплан «Гранд» (также именовался как «Гранд-Балтийский», «Большой Балтийский» или «Большой Русско-Балтийский»). Его первый полёт состоялся весной 1913 года. Создателем этого самолёта являлся молодой главный конструктор авиационного отдела Русско-Балтийского вагонного завода Игорь Сикорский. В ходе целого ряда испытательных полётов доработанный самолёт, получивший в дальнейшем название «Русский витязь», установил несколько мировых рекордов по грузоподъёмности, продолжительности полёта и высоте подъёма.

## Разработка «Ильи Муромца» и начало его производства
Самолёт был разработан и построен авиационным отделом Русско-Балтийского вагонного завода (РБВЗ) в Санкт-Петербурге под руководством главного конструктора И. И. Сикорского. Технический персонал отдела составляли такие конструкторы, как К. К. Эргант, М. Ф. Климиксеев, А. А. Серебренников, А. С. Кудашев, Г. П. Адлер и др.
«Илья Муромец» появился в результате дальнейшего развития конструкции самолёта «Русский витязь». При этом без значительных изменений оставлена лишь общая схема самолёта и коробка крыльев с установленными на нижнем крыле четырьмя двигателями, фюзеляж же был принципиально новым. В результате конструктивных улучшений новый самолёт-биплан (с теми же четырьмя немецкими моторами «Аргус» по 100 л. с.) обладал существенно большей грузоподъёмностью и максимальной высотой полёта. Длина первого опытного самолёта данного типа составляла 22 м, размах верхнего крыла достигал 32 м, нижнего — 22 м, его взлётная масса превышала 5 тонн.
Первый экземпляр нового четырёхмоторного самолёта (заводской № 107) заложили в авиационных мастерских Русско-Балтийского вагонного завода в Санкт-Петербурге в августе 1913 года. Ещё до начала строительства он получил название в честь русского былинного богатыря. Постройка самолёта завершилась в октябре 1913 года в заводском ангаре на Корпусном аэродроме, а в ноябре первый экземпляр «Ильи Муромца» начал проходить наземные испытания. 10 (23) декабря 1913 года новый самолёт впервые поднялся в воздух с Корпусного аэродрома.
Основные части «Ильи Муромца» (фюзеляж, крылья) изготавливались из дерева. Фюзеляж имел полотняную обшивку, пропитанную лаком (при этом носовая его часть первоначально выклеивалась шпоном). Для самолёта предусматривалось колёсное шасси, крепившееся под средними двигателями (в зимнее время он мог ставиться на лыжи). В передней части фюзеляжа находилась кабина экипажа, за ней — каюта пассажиров с четырьмя окнами по каждому борту (в каюте были установлены столик, плетёные кресла и стулья, в задней её части располагался отгороженный туалет). За пассажирской каютой имелась ещё одна каюта, которую по необходимости можно было использовать для отдыха экипажа или как фотолабораторию, а также помещался небольшой технический отсек для инструментов и разного имущества. Внутри кабина экипажа и пассажирская каюта были обшиты фанерой.
12 (25) декабря 1913 года, после первых пробных полётов, И. И. Сикорский поднялся в воздух на «Илье Муромце» вместе с 10 пассажирами на борту. Общая масса полезной нагрузки достигла 1100 кг (прежний рекорд, установленный ранее на самолёте Соммера, равнялся 653 кг). 12 (25) февраля 1914 года этот самолёт совершил полёт, имея на борту уже 16 человек (а также собаку по кличке Шкалик), масса поднятого груза составила 1290 кг.
Новый самолёт привлёк внимание российского морского ведомства. Весной 1914 года опытный экземпляр «Ильи Муромца» (№ 107), на котором установили более мощные двигатели, впервые испытали как гидроаэроплан. В этой модификации сухопутное шасси заменили на поплавки. Принятый на вооружение Балтийского флота самолёт был утрачен в самом начале Первой мировой войны — 21 июля (3 августа) 1914 года при возникшей на воде неисправности моторов его сожгли из-за опасения захвата германскими кораблями.

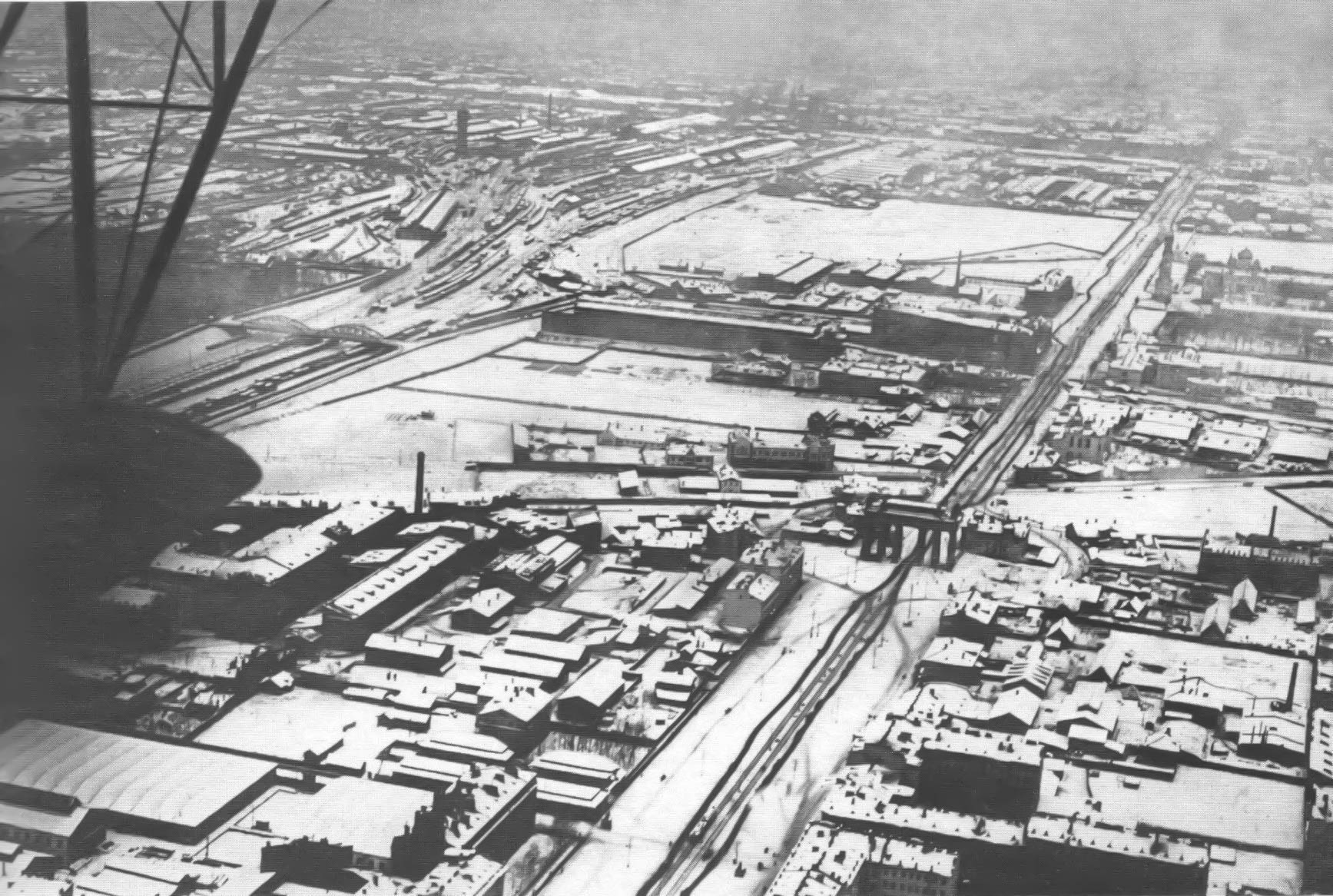
Вид на Забалканский проспект и Московские ворота с борта «Ильи Муромца» в полёте над Санкт-Петербургом 12 (25) февраля 1914 года
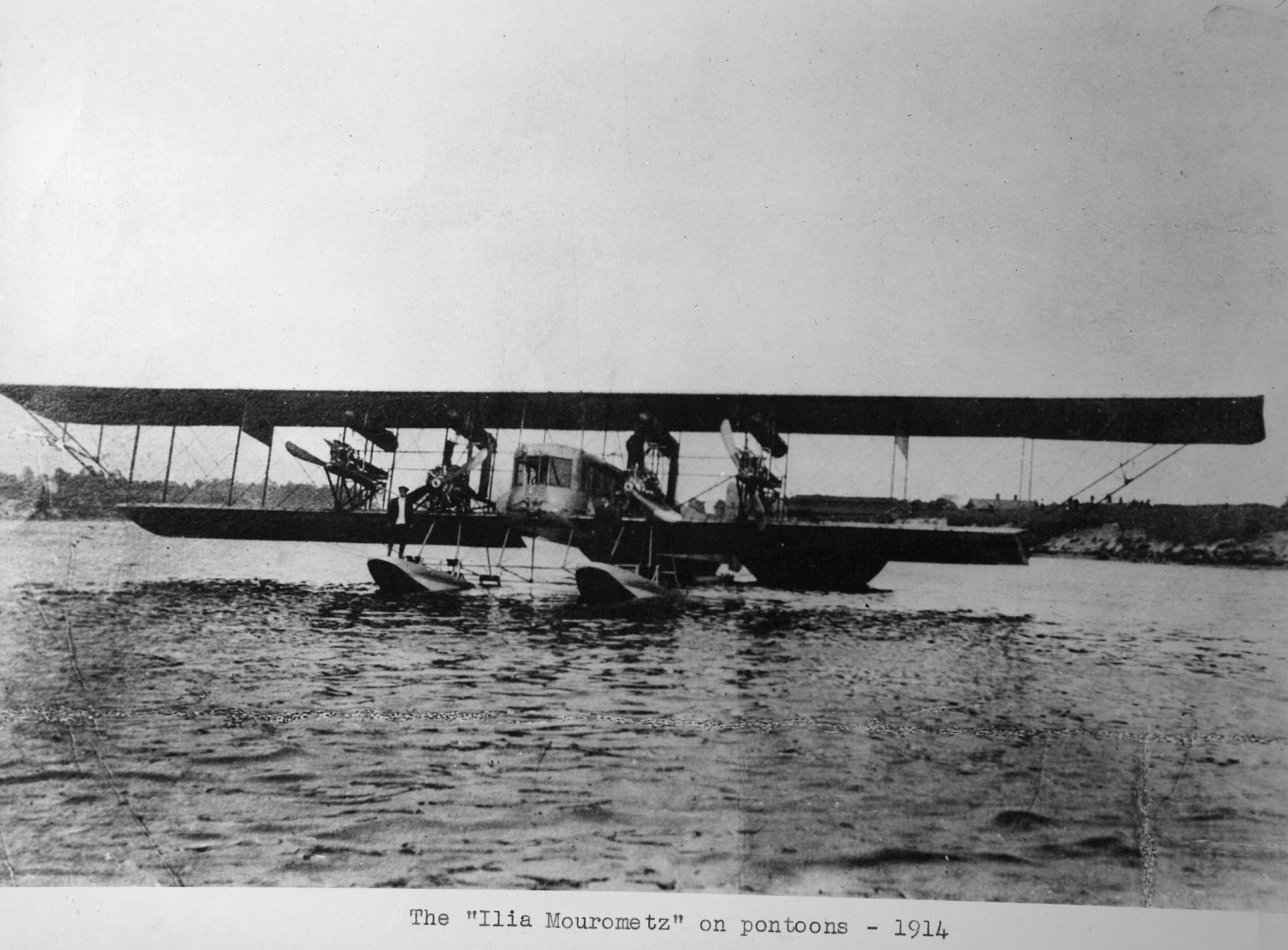
Гидроаэроплан «Илья Муромец». Либава, май 1914 года
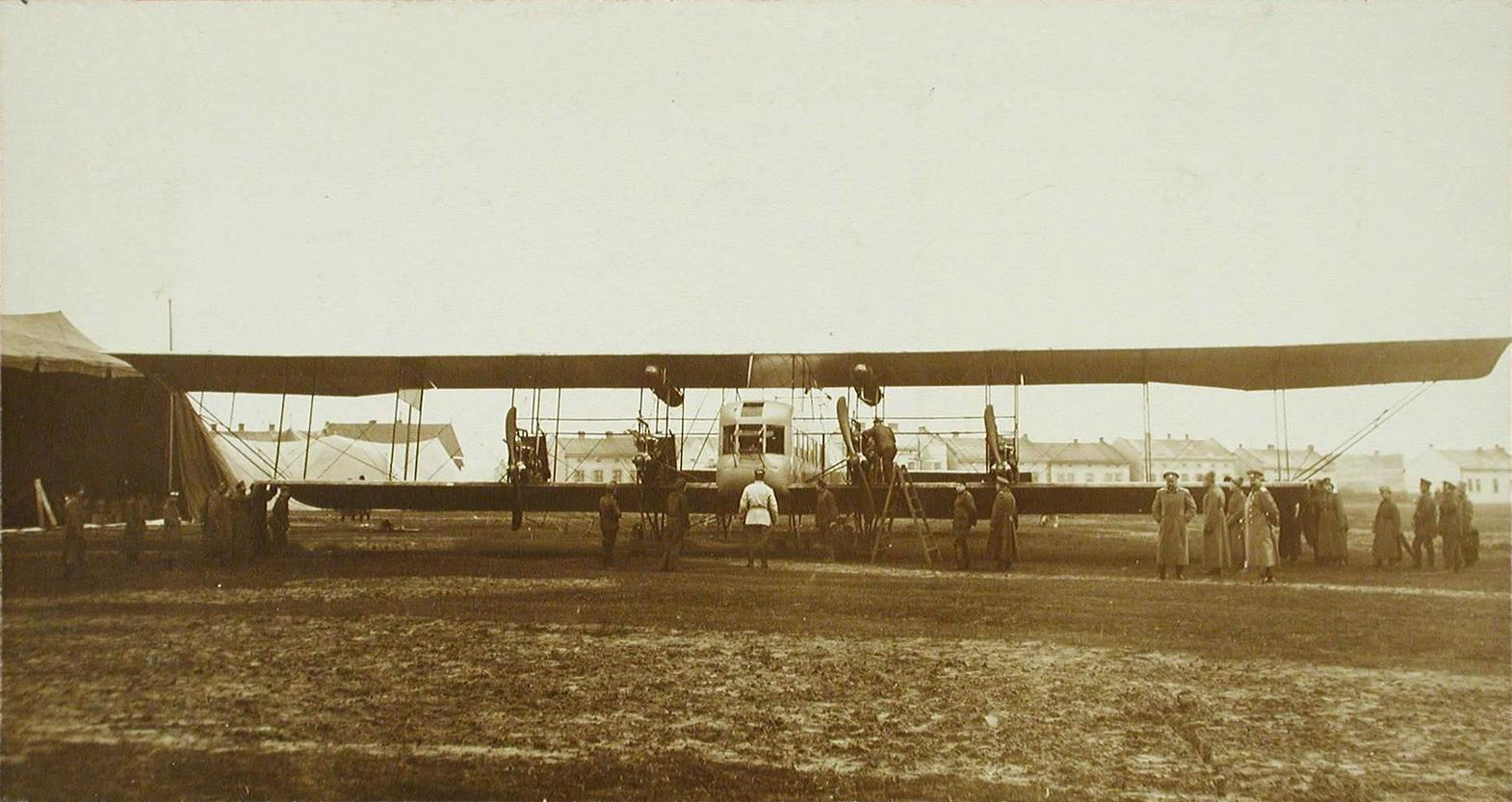
«Илья Муромец» тип Б с двигателями «Аргус»

Второй построенный экземпляр «Ильи Муромца» (заводской № 128) имел несколько меньшие размеры (его фюзеляж стал короче по сравнению с прототипом за счёт исключения подсобных отсеков). Он располагал четырьмя двигателями марки «Аргус» — двумя моторами по 140 л. с. и ещё двумя — по 125 л. с. Прирост мощности двигателей при меньшей массе машины позволил установить несколько новых мировых рекордов: 4 (17) июня 1914 года самолёт поднял на высоту в 2000 метров 10 пассажиров, а 5 (18) июня — поставил рекорд продолжительности полёта (6 ч 33 мин. 10 сек.).
16—17 июня (29—30 июня) 1914 года «Илья Муромец» совершил перелёт по маршруту Санкт-Петербург — Киев с двумя промежуточными посадками (в составе его экипажа находились сам Игорь Сикорский, а также штабс-капитан Х. Ф. Пруссис, лейтенант Г. И. Лавров и механик В. С. Панасюк). 28 июня (11 июля) — обратный перелёт (без Пруссиса) из Киева в Петербург с промежуточной посадкой для дозаправки в Новосокольниках. Суммарно в ходе полётов из Санкт-Петербурга в Киев и обратно за 25 ч 55 мин. лётного времени самолёт преодолел свыше 2480 км. В память о рекордном перелёте воздушный корабль № 128 получил собственное наименование «Илья Муромец Киевский» (в дальнейшем возникла традиция передачи имени этого самолёта, и несколько экземпляров «Муромцев» различных модификаций, сменяя друг друга, носили название «Корабль Киевский» или просто «Киевский»).
Самолёты, конструктивно схожие с «Киевским» (№ 128), получили обозначение «тип Б». Помимо учебного воздушного корабля «Киевского», который в конце июля 1914 года приобрела Военно-авиационная школа в Гатчине, было изготовлено ещё пять машин данного типа (№ 135—138 и № 143).

## Использование в годы Первой мировой войны

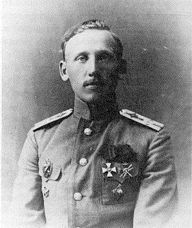
Командир воздушного корабля «Илья Муромец» И. С. Башко, 1915 год

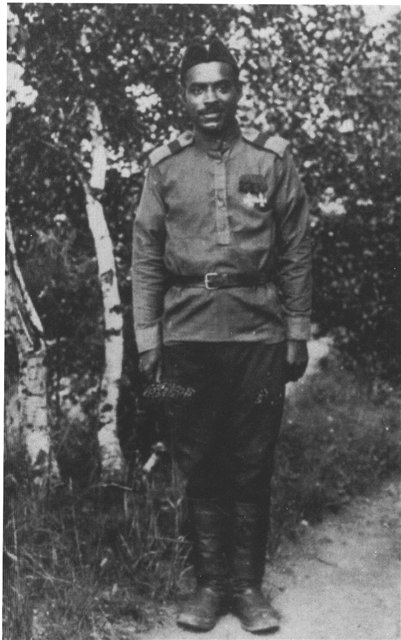
Моторист воздушного корабля «Илья Муромец X» старший унтер-офицер Марсель Пля

В мае 1914 года Главное военно-техническое управление Военного министерства России заключило контракт с Русско-Балтийским заводом на поставку десяти самолётов «Илья Муромец». В августе 1914 года, уже после начала Первой мировой войны, развернулось формирование первых четырёх команд (экипажей) для построенных или строившихся самолётов (в сентябре того же года начали комплектоваться ещё три экипажа). По первоначальному замыслу каждый воздушный корабль приравнивался к авиационному отряду.
Осенью 1914 года Игорь Сикорский разработал новую модификацию «Ильи Муромца», получившую обозначение «тип В» (или «облегчённый боевой»). Самолёты этой серии отличались от машин типа Б меньшими размерами и массой, возросла их скорость. Кроме того, была изменена форма носовой части самолёта, а в полу фюзеляжа сделали специальный люк для установки фотографического аппарата. Также появился бомболюк, позволявший осуществлять бомбометание прямо из кабины. Внутри самолёта по правому борту проложили направляющие рельсы, по которым могла перемещаться кассета с закрепленными на ней крупными авиационными бомбами. Всего было выпущено примерно 20 (по другим данным, около 30) машин данного типа (среди них имелось несколько учебных самолётов, которые оснащались лишь двумя двигателями).
С началом войны поставки немецких двигателей «Аргус», которые обеспечивали «Муромцам» наилучшие лётные качества, прекратились. Замена их на французские моторы «Сальмсон» (а позднее и на английские «Санбим») приводила к ухудшению ряда лётно-технических характеристик самолётов «Илья Муромец».
Аварии и технические недостатки «Муромцев», недоверие к ним армейского командования и некоторых военных лётчиков, а также приостановка заключённого в октябре 1914 года нового контракта на постройку 32 воздушных кораблей данного типа вынудили председателя правления Русско-Балтийского завода М. В. Шидловского представить военному министру В. А. Сухомлинову соответствующую докладную записку. В ней он изложил причины неудач и сформулировал свои предложения по новой организационной структуре для самолётов «Илья Муромец». В результате, в конце 1914 — начале 1915 года разрозненные отряды самолётов «Илья Муромец» организационно собрали в Эскадре воздушных кораблей.
10 (23) декабря 1914 года император Николай II утвердил предложение о формировании Управления Эскадры воздушных кораблей (УЭВК) и его штат (за два дня до этого проект по созданию новой структуры, представленный Главным управлением Генерального штаба, одобрен Военным советом). Начальником УЭВК был назначен М. В. Шидловский, которого по такому случаю переименовали из действительных статских советников в генерал-майоры. Местом базирования для воздушных кораблей УЭВК первоначально выбрали аэродром у населённого пункта Старая Яблонна (недалеко от Варшавы), в 40 км от линии фронта. В июле 1915 года, из-за наступления германских войск на Варшаву, корабли «Илья Муромец» перелетели из Яблонны в Лиду, в августе того же года главной базой Эскадры стал Псков. Осенью 1916 года главную базу Эскадры воздушных кораблей переместили из Пскова в Винницу.
Подготовка личного состава, организация сборочных мастерских и аэродромной службы позволили развернуть боевую работу только в начале 1915 года.
Первый боевой вылет «Муромца» из состава Эскадры воздушных кораблей состоялся 14 (27) февраля 1915 года. В разведывательный полёт был отправлен боевой корабль «Илья Муромец VII» («Киевский»; заводской № 150) под командой капитана Г. Г. Горшкова. Полёт продолжался почти два часа и закончился безрезультатно из-за сплошной облачности в зоне разведки (на следующий день всё прошло более удачно — в ходе боевого вылета тот же самолёт осуществил бомбометание по позициям противника).
20 апреля (3 мая) 1915 года приказом Верховного главнокомандующего № 291 были утверждены положение об Эскадре воздушных кораблей (ЭВК) и её штат (согласно приказу полагалось содержать 10 экипажей «Муромцев»; в ноябре того же года их число было увеличено до 20). В качестве основных задач ЭВК обозначались: ведение глубокой разведки в тылу противника, разрушение неприятельских укреплений и сооружений, имеющих военное значение, уничтожение резервов противника, его обозов, подвижного состава и др. Эскадру подчинили напрямую начальнику Штаба Верховного главнокомандующего (при этом начальник ЭВК получил права начальника дивизии).
Изменение оперативной обстановки в ходе войны потребовало создания в 1915 году отдельных боевых отрядов из состава Эскадры воздушных кораблей для работы на значимых участках фронта. В 1916 году боевые отряды ЭВК действовали на Северном фронте (в районе Риги), на Западном фронте (в районе Минска) и на Юго-Западном фронте (в Галиции).
14 (27) июня 1915 года воздушный корабль «Илья Муромец» под командой поручика И. С. Башко осуществил один из самых успешных боевых вылетов в истории ЭВК. В результате бомбометания на станции Пржеворск (Галиция) был взорван австрийский поезд с боеприпасами (уничтожено 30 тыс. артиллерийских снарядов противника).
Боевая работа ЭВК восстановила репутацию воздушных кораблей «Илья Муромец» как полноценных боевых самолётов. Действия ЭВК стали известны не только в России, но и за рубежом. Для знакомства с этими самолётами места базирования кораблей Эскадры посещали представители военных миссий Великобритании, Франции и Японии.
При Эскадре организовали мастерскую по ремонту двигателей и школу для обучения полётам на «Муромцах», чинами ЭВК разрабатывались различные приборы и специальное оборудование для улучшения организации процесса и повышения точности бомбометания. На воздушных кораблях «Илья Муромец» установили фотоаппараты, которые использовались для аэрофотосъёмки позиций, занимаемых войсками противника, а также для фиксации результатов бомбометания.
Отсутствие российских двигателей необходимой мощности и перебои с поставками из-за границы побудили руководство Русско-Балтийского завода наладить собственное производство авиационных моторов. В 1915 году под руководством инженера В. В. Киреева был создан авиадвигатель РБЗ-6 (РБВЗ-6) мощностью 150 л. с. Затем этот двигатель запустили в серийное производство, его устанавливали на некоторых «Муромцах» типов В и Г, наряду с другими моторами.
Во второй половине 1915 года на воздушном корабле «Илья Муромец» (заводской № 167), оснащённом двигателями РБЗ-6, впервые в мире провели опыт поднятия и сбрасывания огромной учебной авиабомбы массой в 25 пудов (410 кг; макет авиационной бомбы был начинён обычным песком).
Мероприятия по улучшению лётных характеристик самолётов «Илья Муромец» привели к появлению новой серии этих машин — тип Г, который имел ряд модификаций (Г-1, Г-2, Г-3, Г-4). В ноябре 1915 года развернулись работы по переделке трёх воздушных кораблей типа В в модификацию Г-1. Самолёты данной модификации получили бо́льшую площадь крыльев и модернизированные фермы двигательных установок (в дальнейшем в тип Г переделали остававшиеся на заводе-изготовителе недостроенные воздушные корабли серии В). В 1916 году начали строиться «Муромцы» модификации Г-2, на которые стали устанавливать более мощные французские двигатели «Рено» (первоначально два из четырёх их моторов были именно такой марки). Кроме того, некоторые воздушные корабли этой модификации прошли доработку в Эскадре воздушных кораблей — на них оборудовали кормовую огневую точку (отдельную стрелковую кабину с пулемётом для прикрытия задней полусферы).
В начале 1917 года на воздушном корабле серии Г-2 с четырьмя английскими двигателями «Бердмор» (командир экипажа — И. С. Башко) достигнута высота 5200 метров (по другим данным, в 1917 году воздушный корабль под управлением И. С. Башко поднялся на высоту 4700 метров).
В 1917 году появились самолёты модификации Г-3 со специально модернизированной под размещение кормовой огневой точки хвостовой частью фюзеляжа, также оборудован люк в полу кабины для стрельбы вниз под хвост. Носовая часть фюзеляжа была полностью остеклена, усилены шасси и стойки коробки крыльев. В корабли этого типа переделали заложенную серию из 10 самолётов модификации Г-1.
Имеются противоречивые сведения о судьбе серии Г-4. Так, по информации В. Б. Шаврова, летом 1917 года прошли испытания воздушного корабля «Илья Муромец» этой новой модификации (и даже было выпущено несколько экземпляров «Муромцев» данной серии). Однако в книге М. А. Хайрулина утверждается, что в начале 1917 года правление Русско-Балтийского завода предлагало заключить контракт на постройку самолётов модификации Г-4, но их производство так и не началось.
В начале 1916 года начались заводские испытания первого самолёта «Илья Муромец» новой серии — тип Д (ДИМ). Всего построили три экземпляра воздушных кораблей данной серии. Первый экземпляр — модификации Д-1 — имел существенно меньшие размеры, чем предыдущие машины. Его четыре двигателя установили на крыльях попарно двумя тандемами. Пилотская кабина получила гораздо бо́льшую площадь остекления, благодаря которому у лётчиков был прекрасный обзор, также частично модернизировали шасси воздушного корабля. Однако из-за выявленных конструктивных недостатков после двух испытательных полётов в ЭВК самолёт разобрали и отправили обратно на завод.
На самолёте модификации Д-2 двигатели снова были расположены в один ряд, при этом на нём установили моторы российского производства РБЗ-6. Размеры данного воздушного корабля несколько увеличили, по сравнению с модификацией Д-1.
Постройка «Ильи Муромца» следующей модификации — Д-3 — из-за бурных революционных событий затянулась. В результате самолёт в разобранном виде убыл с завода в состав Дивизиона воздушных кораблей Красной армии только весной 1919 года, где его так и не успели собрать — в июне 1921 года фюзеляж воздушного корабля сгорел при пожаре на складе.
В августе 1916 года прошли испытания первого экземпляра самолёта «Илья Муромец» типа Е. Размеры и взлётная масса воздушного корабля выросли по сравнению с предыдущими сериями «Муромцев» (так, взлётная масса была доведена до 7 тонн). Установка более мощных двигателей «Рено» (каждый по 220 л. с.) позволили повысить скорость машин данного типа и увеличить их грузоподъёмность. Носовая часть пилотской кабины была полностью остеклена, возросло количество оборонительного вооружения — на самолётах серии Е размещалось до восьми пулемётов. Всего изготовили 2 экземпляра «Муромцев» типа Е (однако по сведениям В. Б. Шаврова, построено не менее 8 единиц воздушных кораблей этой серии в двух модификациях — Е-1 и Е-2).
Также в августе 1916 года самолёты ЭВК осуществили наибольшее количество боевых вылетов (их было 46) за всё время существования Эскадры (особенно много поработал 2-й боевой отряд ЭВК, находившийся тогда на Северном фронте). Помимо одиночных полётов, «Муромцы» совершали и групповые боевые вылеты. К примеру, 23 августа (5 сентября) 1916 года налёт на стоянку немецких гидроаэропланов на озере Ангерн совершили сразу четыре воздушных корабля «Илья Муромец» (2-й боевой отряд ЭВК) под командованием лейтенанта Г. И. Лаврова. Производилось бомбометание по ангарам, пристани и самолётам противника (как минимум, один из немецких гидроаэропланов был уничтожен, а ещё несколько — повреждены).
В течение 1916 года петроградский завод «Авиа-Балт» (РБВЗ) отправил на фронт 39 воздушных кораблей «Илья Муромец», в том числе 3 самолёта типа В, 32 — типа Г, 2 — типа Д и 2 — типа Е (правда, далеко не все из них применялись в боевых полётах). В итоге на начало 1917 года в составе ЭВК имелось 30 «Муромцев» (включая учебные машины). Из них только четыре находились на тот момент непосредственно на фронте: два самолёта в 1-м боевом отряде ЭВК на Юго-Западном фронте и ещё два — в 3-м боевом отряде ЭВК на Западном фронте.
Всего в 1914—1917 годах на фронт поступила 51 единица воздушных кораблей «Илья Муромец», из них в боевых действиях участвовало примерно 40 машин. Они совершили до 300 (по другим данным — свыше 400) боевых вылетов. «Муромцы» осуществляли дальнюю воздушную разведку и бомбометание по объектам на территории противника (всего сброшено почти 49 тонн бомб). При этом вражескими истребителями был сбит только один воздушный корабль «Илья Муромец»:
- 12 (25) сентября 1916 года в ходе массированного налёта русской авиации в район Боруны — Остейкишки — Антоново немецкие истребители сбили «Илья Муромец XVI» под командой поручика Д. Д. Макшеева [он, а также поручики М. А. Рахмин, Ф. А. Гаибов и корнет (по другим данным, поручик) О. С. Карпов — погибли][80][81].

Два «Муромца» серьёзно пострадали от огня зенитных орудий противника (один из них в итоге потерпел крушение).
- 2 (15) ноября 1915 года в ходе выполнения боевого задания воздушный корабль «Илья Муромец III» штабс-капитана Д. А. Озерского попал под сильный огонь неприятельской зенитной артиллерии. Осколками снарядов были повреждены тросы, ведущие к элеронам. При снижении, после внезапного отключения двух левых двигателей, самолёт вошёл в штопор и разбился недалеко от Барановичей. В результате погибли Озерский, а также член Государственной думы подполковник Звегинцев и старший унтер-офицер Фогт (чудом выжил член экипажа поручик Спасов)[82][83].

- 13 (26) апреля 1916 года самолёт «Илья Муромец X», ведомый поручиком А. М. Констенчиком, во время боевого вылета в район Фридрихштадта и железнодорожных станций Даудзевас и Нейгут получил сильные повреждения в результате обстрела немецкой зенитной артиллерией и с трудом дотянул до аэродрома (также были ранены или контужены некоторые из членов его экипажа, включая самого Констенчика)[84][85].

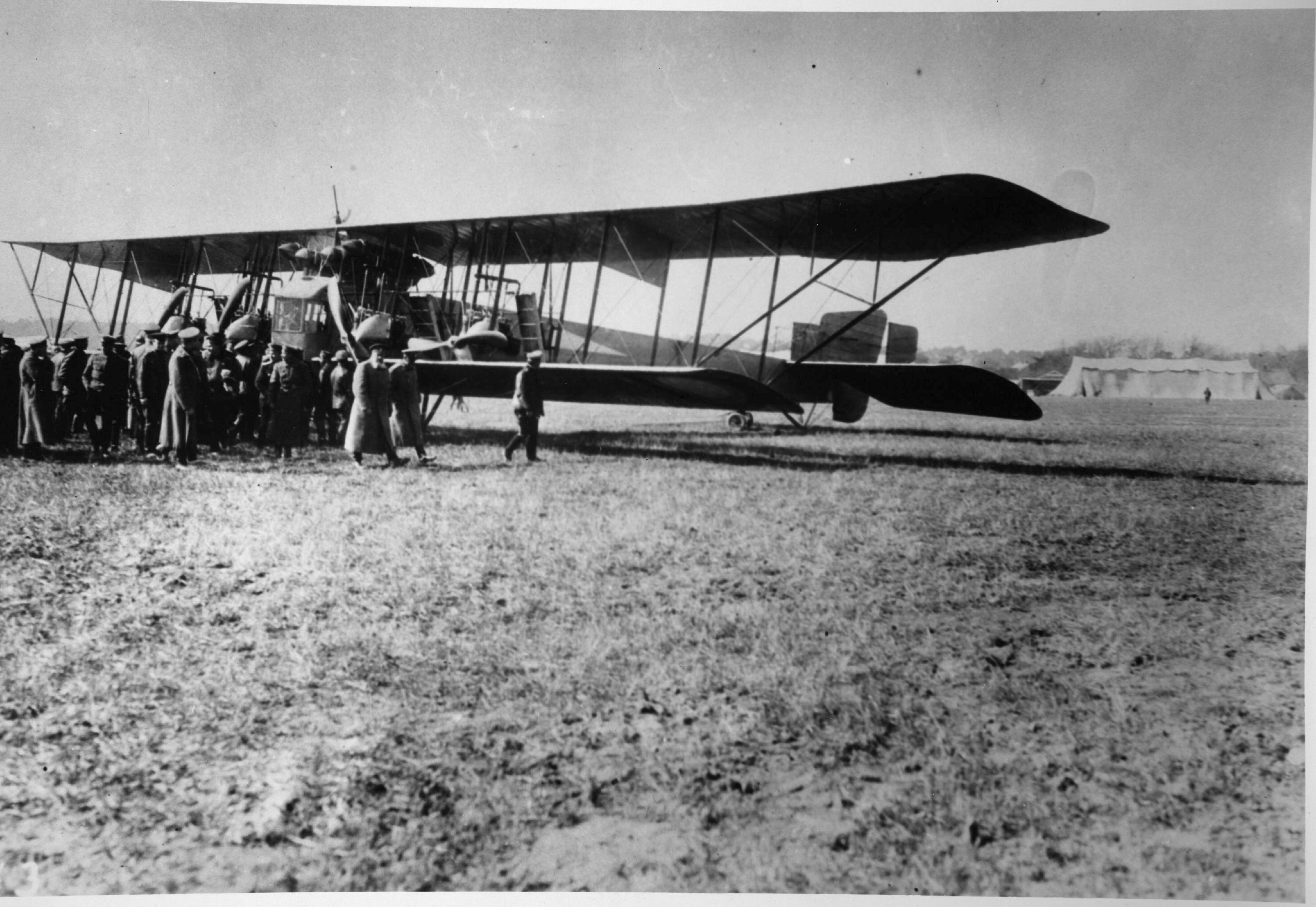
«Илья Муромец» тип В
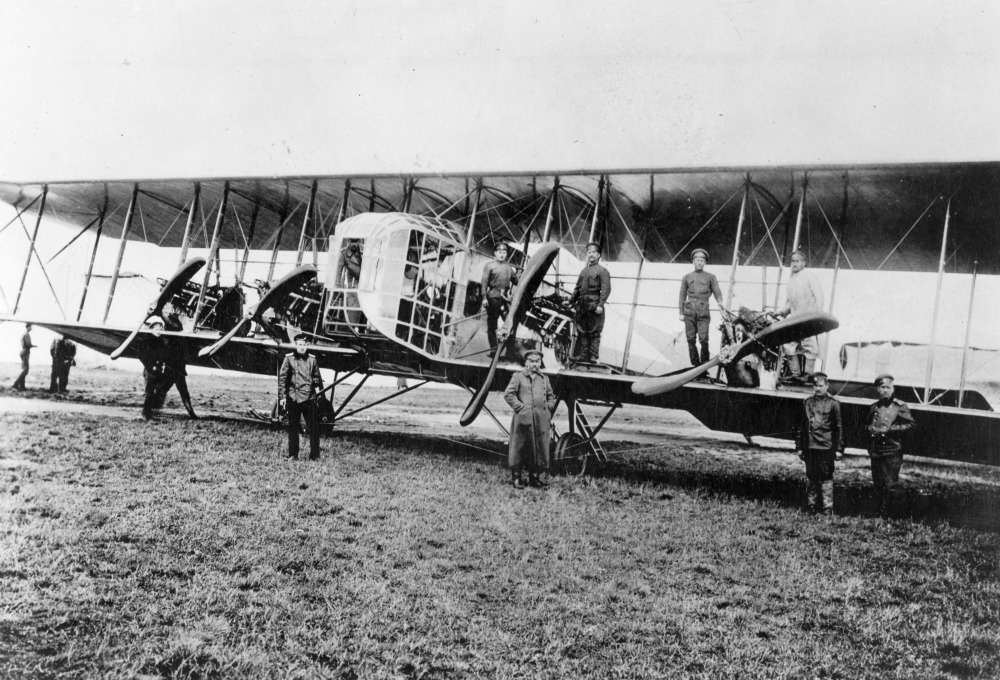
«Илья Муромец» тип Е. Псков, 1916 год
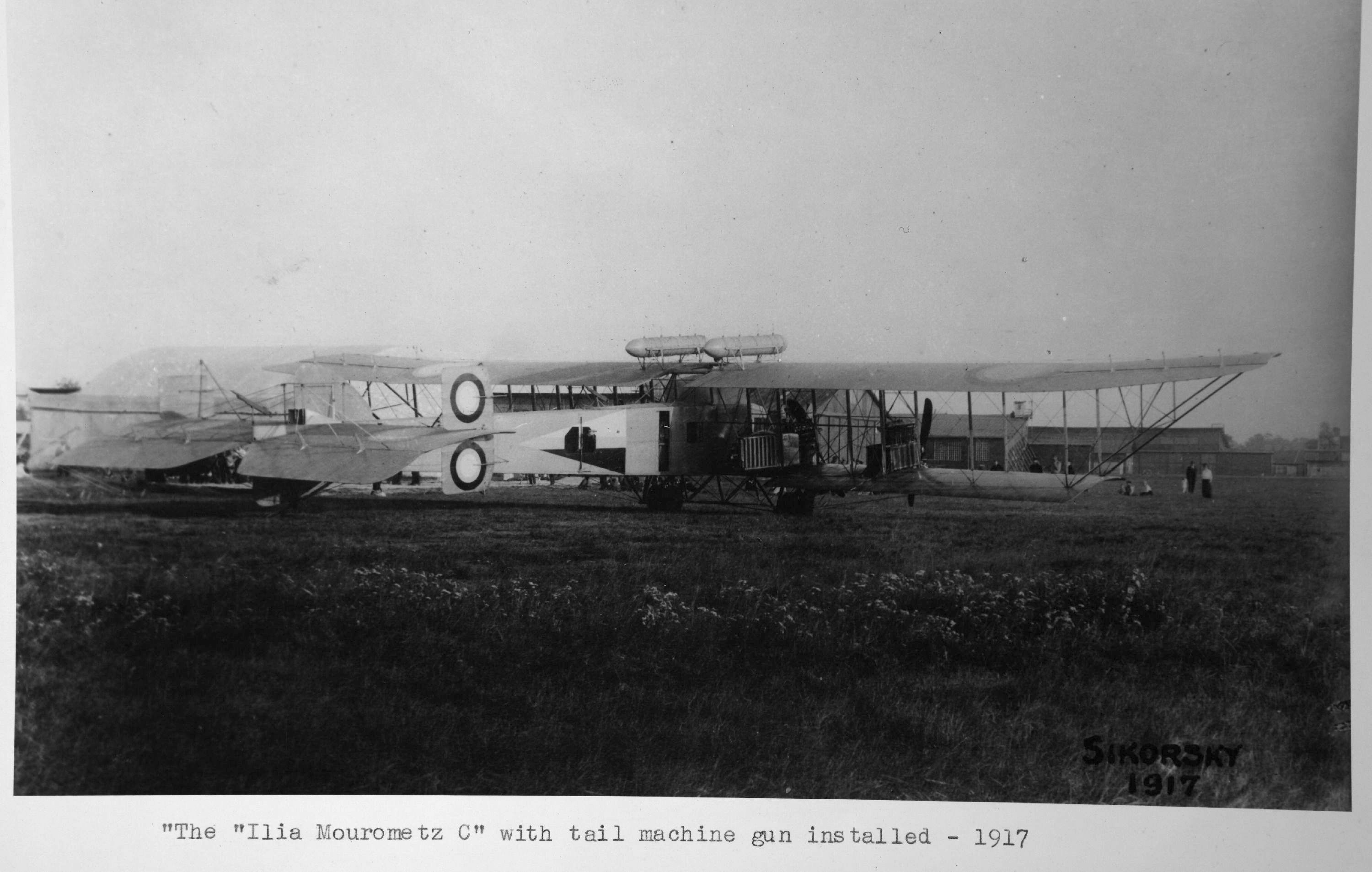
«Илья Муромец» тип Г-3. Комендантский аэродром, лето 1917 года

Однако гораздо более распространённой причиной потерь «Муромцев» являлись различные аварии и катастрофы. Так, в феврале 1915 года в ходе тренировочного полёта в районе Яблонны по причине неправильного манёвра упал «Илья Муромец VI» (заводской № 149) штабс-капитана Б. Н. Фирсова (при этом сам Фирсов пострадал сильнее других членов экипажа и был госпитализирован). В мае 1916 года на базе ЭВК в Пскове разбился учебный воздушный корабль, в результате чего три члена экипажа погибли или умерли от ран в госпитале и один — остался жив. Ещё одна катастрофа произошла в последних числах апреля 1917 года — тогда рухнул на землю «Илья Муромец» под командой старшего лейтенанта Г. И. Лаврова (кроме него, также погибли остальные пятеро членов экипажа самолёта). Наносила ущерб и непогода. Например, в начале января 1916 года во время урагана получили повреждения два воздушных корабля, находившиеся на аэродроме в Зегевольде на Северном фронте (один из них пришёл в полную негодность).
В воздушных боях экипажам «Муромцев» удалось сбить более 10 самолётов противника. Так, 19 марта (1 апреля) 1916 года огнём с выполнявшего боевое задание «Ильи Муромца II» (командир — штабс-капитан А. В. Панкратьев) подбит аэроплан противника (по некоторым сведениям, это был самолёт типа «Бранденбург»). 19 мая (1 июня) 1916 года воздушный корабль «Илья Муромец XIII» под командой штабс-капитана В. А. Соловьёва сбил неприятельский самолёт «Альбатрос». В апреле 1917 года в одном из боевых вылетов «Илья Муромец XV» капитана Г. В. Клембовского атаковали сразу три аэроплана противника (в итоге один или два из них в ходе воздушного боя были сбиты).

## После октября 1917 года
По данным на 26 октября (8 ноября) 1917 года, в составе ЭВК было три боевых отряда: 1-й боевой отряд находился на Румынском фронте, 2-й — на Юго-Западном фронте, 3-й — на Западном фронте. Всего в трёх боевых отрядах Эскадры состояло 10 воздушных кораблей «Илья Муромец», такое же количество «Муромцев» имелось на тогдашней основной базе ЭВК в Виннице (в том числе два самолёта, которые прибыли с завода-изготовителя, хранились в разобранном виде на платформах).
После прихода большевиков к власти в Петрограде и дальнейших событий Эскадра воздушных кораблей распалась: среди нижних чинов кипели политические страсти, а многие офицеры уехали из расположения ЭВК в тыл (в дальнейшем значительная часть личного состава Эскадры была демобилизована). В феврале 1918 года базу Эскадры в Виннице заняли германские войска, затем оставшиеся самолёты ЭВК включили в состав армии Украинской державы, однако в военных действиях они не участвовали. Воздушные корабли Эскадры находились в неисправном состоянии, часть имущества ЭВК была расхищена или вовсе утрачена. В январе 1919 года советские войска заняли Винницу, и остатки имущества бывшей Эскадры вывезли в Липецк.
Процесс распада Эскадры затронул и её боевые отряды, находившиеся непосредственно на фронте. Так, в начале 1918 года в 3-м боевом отряде ЭВК, который располагался на Западном фронте в районе Минска, имелось четыре воздушных корабля «Илья Муромец». В январе одна машина была потеряна по причине несчастного случая, в феврале из-за начавшегося наступления германской армии аэродром отряда встал перед угрозой захвата. В итоге один самолёт перелетел в Киев, ещё один — был сожжён в Борисове, а воздушный корабль под управлением И. С. Башко (№ 182) вынужденно сел в Бобруйске и оказался в руках 1-го Польского корпуса (весной 1918 года этот самолёт некоторое время находился в составе авиации 1-го Польского корпуса).
В марте 1918 года в Петрограде началось формирование Северной группы воздушных кораблей (СГВК) Рабоче-крестьянского Красного воздушного флота. Её начальником стал военный лётчик А. В. Панкратьев (в дальнейшем его сменил И. С. Башко). Для оснащения СГВК, вместо ранее утраченных самолётов Эскадры, на заводе «Авиа-Балт» (Петроград) приступили к достройке пяти воздушных кораблей «Илья Муромец» типа Г-3 из имевшегося задела и запасных частей.
В июле 1918 года принято решение на базе СГВК воссоздать Эскадру воздушных кораблей (ЭВК). Местом её дислокации с осени 1918 года стал Липецк (в начале ноября 1918 года в Эскадре имелось только три пригодных к полётам воздушных корабля «Илья Муромец»).
В ноябре 1918 года ЭВК вновь переформировали в авиационную группу в составе из трёх «Муромцев» (её командиром был назначен лётчик В. М. Ремезюк). В этом же месяце при перелёте разбился «Илья Муромец», который пилотировал лётчик-инструктор авиагруппы Г. В. Алехнович (сам он при этом погиб). Фактически за весь 1918 год «Муромцы» ни разу не применялись в боевой обстановке.
В 1919 году авиагруппа самолётов «Илья Муромец» стала именоваться Дивизионом воздушных кораблей (ДВК), который до конца года получил в своё распоряжение 13 новых воздушных кораблей этого типа (поступили «Муромцы», достроенные в Петрограде в двух вариантах: первый — с четырьмя двигателями РБЗ-6, второй — с двумя двигателями «Рено» и двумя РБЗ-6). Прибывшие с завода в разобранном виде самолёты собирались и дорабатывались уже непосредственно в мастерских ДВК.
Первый боевой вылет воздушного корабля «Илья Муромец» из состава ДВК (это был корабль под управлением лётчика А. В. Насонова) произошёл 8 августа 1919 года на Южном фронте, в ходе действий Красной армии против частей Вооружённых сил на Юге России генерала Деникина. Затем два воздушных корабля (командиры экипажей — А. В. Насонов и В. А. Романов) включили в специально созданную для борьбы с конницей генерала К. К. Мамантова авиационную группу особого назначения (АГОН) под командованием К. В. Акашева. В частности, корабль военлёта В. А. Романова совершил несколько боевых вылетов для ударов по осуществлявшему рейд в советском тылу корпусу генерала Мамантова. При этом из-за опасения захвата базы Дивизиона воздушных кораблей в Липецке её срочно переместили в город Сарапул.
В 1920 году самолёты «Илья Муромец» из состава Дивизиона воздушных кораблей совершили некоторое количество боевых вылетов во время советско-польской войны и военных действий Красной армии против войск генерала Врангеля. Последний боевой вылет «Муромца» состоялся 21 ноября 1920 года.
Летом 1920 года на одном из учебных «Муромцев» в опытном порядке установили радиостанцию, было осуществлено несколько испытательных полётов для проверки её работы.
Осенью 1920 года в РСФСР состоялись два пробных перелёта самолётов «Илья Муромец» на организуемой линии воздушной почты Сарапул — Екатеринбург (изначально планировалось, что во время подобных рейсов будет также осуществляться обучение авиационных специалистов). После этих полётов опыты по организации воздушного сообщения на указанном маршруте были прекращены.
1 мая 1921 года открыта первая советская регулярная почтово-пассажирская авиалиния Москва — Орёл — Харьков. Для её обслуживания выделили шесть самолётов «Илья Муромец» из состава ДВК. Ввиду сильного износа машин уже 10 октября того же года авиалинию закрыли. За это время сделано несколько десятков авиарейсов, перевезено 60 пассажиров и более 2 тонн грузов.
В 1922 году Дивизион воздушных кораблей расформировали. Его имущество, включая единственный годный к полётам бывший почтовый самолёт «Илья Муромец» (заводской № 285), передали авиационной школе воздушной стрельбы и бомбометания в Серпухове. В течение 1922—1923 годов лётчик Б. Н. Кудрин совершил на последнем действовавшем «Муромце» около 80 полётов.

## Количество изготовленных самолётов
Общее количество изготовленных «Муромцев» оценивается в разных источниках в пределах от 70 до 85 и даже несколько более экземпляров. Установить максимально точное число построенных самолётов данного типа крайне сложно по причине того, что многие архивные документы просто не сохранились. По сведениям коллективного труда «Дальняя авиация. Первые 90 лет», из свыше 100 заложенных на заводе-изготовителе воздушных кораблей «Илья Муромец» было полностью завершено 85 единиц, в том числе типа А (прототип, заводской № 107) — 1 экз., типа Б — 6 экз., типа В — 18 экз., типа Г — 55 экз., типа Д — 3 экз. и типа Е — 2 экз.

## Технические данные
| «Илья Муромец»                   | ИМ-Б | ИМ-В | ИМ-Г-2 | ИМ-Д-1                                                            | ИМ-Е-1 (заводской № 265)                                               |
| Тип самолёта                     | бомбардировщик, дальний разведчик | бомбардировщик, дальний разведчик | бомбардировщик, дальний разведчик | бомбардировщик, дальний разведчик                                 | бомбардировщик, дальний разведчик                                      |
| Разработчик                      | Авиационный отдел Русско-Балтийского вагонного завода | Авиационный отдел Русско-Балтийского вагонного завода | Авиационный отдел Русско-Балтийского вагонного завода | Авиационный отдел Русско-Балтийского вагонного завода             | Авиационный отдел Русско-Балтийского вагонного завода                  |
| Кем использовался                | Военный воздушный флот Российской империи | Военный воздушный флот Российской империи | Военный воздушный флот Российской империи | Военный воздушный флот Российской империи                         | Военный воздушный флот Российской империи                              |
| Годы постройки                   | 1914 | 1914—1915 | с 1916 | 1916                                                              | 1916                                                                   |
| Длина, м                         | 19 | 17,1 | 17,1 | 15,5                                                              | 18,2                                                                   |
| Размах верхнего крыла, м         | 30,95 | 28,0—29,8 | 30,87 | 24,9                                                              | 31,35                                                                  |
| Размах нижнего крыла, м          | 22,45 | 19,2—21,0 | 22,0 | 17,6                                                              | 24,0                                                                   |
| Площадь крыльев, м²              | 150 | 120—125 | 159,6 | 132                                                               | 200                                                                    |
| Масса пустого, кг                | до 3600 | до 3500 | 3800 | 3150                                                              | 4800                                                                   |
| Взлётная масса, кг               | до 4800 | до 5000 | до 5500 | 4400                                                              | 7000                                                                   |
| Дальность полёта, км             | до 520 | до 650 | до 540 | 480                                                               | 560                                                                    |
| Потолок, м                       | до 3000 | до 3700 | до 4600 | ?                                                                 | 3000                                                                   |
| Время набора высоты 2000 м, мин. | 30—70 | 20—40 | 14—22 | ?                                                                 | 25                                                                     |
| Максимальная скорость, км/ч      | 105 | 125 | 137 | 120                                                               | 130                                                                    |
| Двигатели                        | 2 шт. «Аргус» по 140 л. с. и 2 шт. «Аргус» по 125 л. с. или 4 шт. «Аргус» по 140 л. с. или 2 шт. «Сальмсон» по 200 л. с. и 2 шт. «Сальмсон» по 130 л. с. | 2 шт. «Аргус» по 140 л. с. и 2 шт. «Аргус» по 125 л. с. или 4 шт. «Аргус» по 140 л. с. или 2 шт. «Сальмсон» по 200 л. с. или 4 шт. «Санбим» по 150 л. с. или 4 шт. РБЗ-6 по 150 л. с. и др. | 2 шт. «Рено» по 220 л. с. и 2 шт. РБЗ-6 по 150 л. с. или 4 шт. РБЗ-6 по 150 л. с. или 4 шт. «Бердмор» по 160 л. с. или 2 шт. РБЗ-6 по 150 л. с. и 2 шт. «Санбим» по 150 л. с. | 4 шт. «Санбим» по 150 л. с. (попарно в двух тандемных установках) | 4 шт. «Рено» по 220 (225) л. с.                                        |
| Сколько построено                | 6 | 18 (по др. данным: порядка 20; около 30) | всего построено самолётов серии Г — 55 ед. | 1 (всего построено самолётов серии Д — 3 ед.)                     | всего построено самолётов серии Е — 2 ед. (по др. данным — не менее 8) |
| Экипаж, чел.                     | 4 | 4 | 6 | проходил испытания с экипажем в 3 чел.                            | 7—8                                                                    |
| Вооружение                       | 2 пулемёта, проводились опыты с установкой 37-мм пушки Гочкиса (самолёты серии Б в основном использовались как учебные)                                  | до 4 пулемётов; различные авиабомбы и контейнеры со стальными стрелами | до 5 пулемётов; различные авиабомбы и контейнеры со стальными стрелами | не участвовал в боевых действиях                                  | до 8 пулемётов; различные авиабомбы и контейнеры со стальными стрелами |

По мнению историка авиации В. Б. Шаврова, общая схема воздушного корабля «Илья Муромец» до 1915 года являлась передовой. Он отметил такие удачные решения И. И. Сикорского, как установка двигателей на крыле в ряд, большое удлинение самих крыльев, наличие закрытой обтекаемой пилотской кабины. Однако с 1916 года самолёт начал устаревать — постепенно он перестал соответствовать возросшим требованиям аэродинамики, что было непреодолимым препятствием для улучшения его лётных качеств. Кроме того, в более поздних сериях «Муромцев» происходило увеличение мощности двигателей и массы самолёта, однако его скорость по сути существенно не выросла (к тому же реальная бомбовая нагрузка этой огромной машины находилась на весьма невысоком уровне).
Имелись и другие проблемы: так, в первой половине 1917 года специальная комиссия, созданная Техническим комитетом Управления военного воздушного флота (Увофлота), признала неудовлетворительной прочность некоторых частей и деталей самолёта, посчитав вообще опасными полёты на нём. Но историк авиации Шавров показал, что на самом деле отдельные требования специальной комиссии были чрезмерными и недостаточно обоснованными.

## Вооружение
Ещё на стадии проектирования своих многомоторных самолётов Игорь Сикорский задумывался об их боевом применении (в частности, он предлагал их использовать для уничтожения неприятельских дирижаблей).
Первым образцом вооружения, установленным на самолётах «Илья Муромец», была 37-мм корабельная скорострельная пушка «Гочкис». Она помещалась на специальной артиллерийской площадке и предназначалась для борьбы с немецкими дирижаблями типа «Цеппелин». Площадки под размещение этой пушки имелись на модификациях «Илья Муромца» тип А (№ 107) и тип Б (№ 128, 135, 136, 138 и 143), однако фактически их установили только на двух воздушных кораблях — № 128 и № 135 (достоверно известно, что пушка прошла испытания на воздушном корабле № 135, но из-за неудовлетворительных показателей при стрельбе она не использовалась в боевых условиях).
Воздушные корабли «Илья Муромец» имели мощное оборонительное стрелковое вооружение (до 5—6 пулемётов в самолётах серии Г, до 8 пулемётов — в серии Е), поэтому они являлись сложной целью для истребителей противника. Различные модификации «Муромцев» могли оснащаться пулемётами «Максим», «Виккерс», «Льюис», «Мадсен» и «Кольт». В составе бортового оружия экипажей воздушных кораблей находилась также 7,62-мм казачья винтовка образца 1910 года (кроме того, у некоторых членов экипажей имелись автоматические пистолеты «Маузер» как личное оружие).
В качестве бомбардировочного вооружения применялись различные фугасные, осколочные и зажигательные авиационные бомбы. Если первые «Муромцы» имели максимальную бомбовую нагрузку до 480—500 кг, то самолёты более поздней серии — «Илья Муромец» тип Е — могли взять до 800 кг авиабомб (при этом в боевых полётах чаще всего бомбовая нагрузка была существенно меньше максимально возможной — порядка 150—260 кг). Бомбы размещались как внутри самолёта, так и на внешней подвеске. В 1916 году для сброса авиабомб сконструировали электросбрасыватель, впервые в мире практически применённый именно на этом типе самолётов.
Помимо авиабомб, для поражения живой силы противника экипажи «Муромцев» использовали небольшие стальные стрелы, которые массово сбрасывались в полёте из особых контейнеров (в один контейнер помещалось 500 стрел, при сбрасывании с высоты 1000 метров стрелами поражалась площадка размерами 200×100 метров).
В 1915 году был проведён опыт по установке на «Муромце» 76-мм безоткатного орудия системы подполковника Гельвига и капитана Орановского (производились испытательные стрельбы, но до постоянного размещения этой пушки на самолёте дело так и не дошло по причине её громоздкости).
В 1917 году на одном из воздушных кораблей «Илья Муромец» типа Г-3 в опытном порядке установили специально спроектированный торпедный аппарат. Предполагалось даже создание целого отряда самолётов-торпедоносцев, который бы находился в ведении морского ведомства. Однако заводские испытания опытного образца самолёта-торпедоносца так и не были завершены.

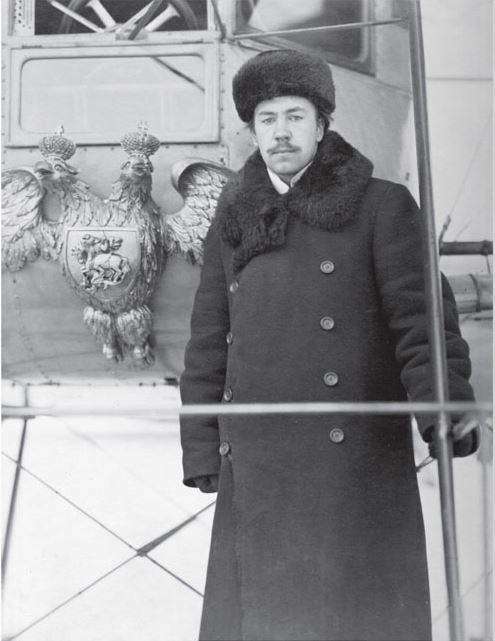
Игорь Сикорский на фоне носовой части первого экземпляра самолёта «Илья Муромец»
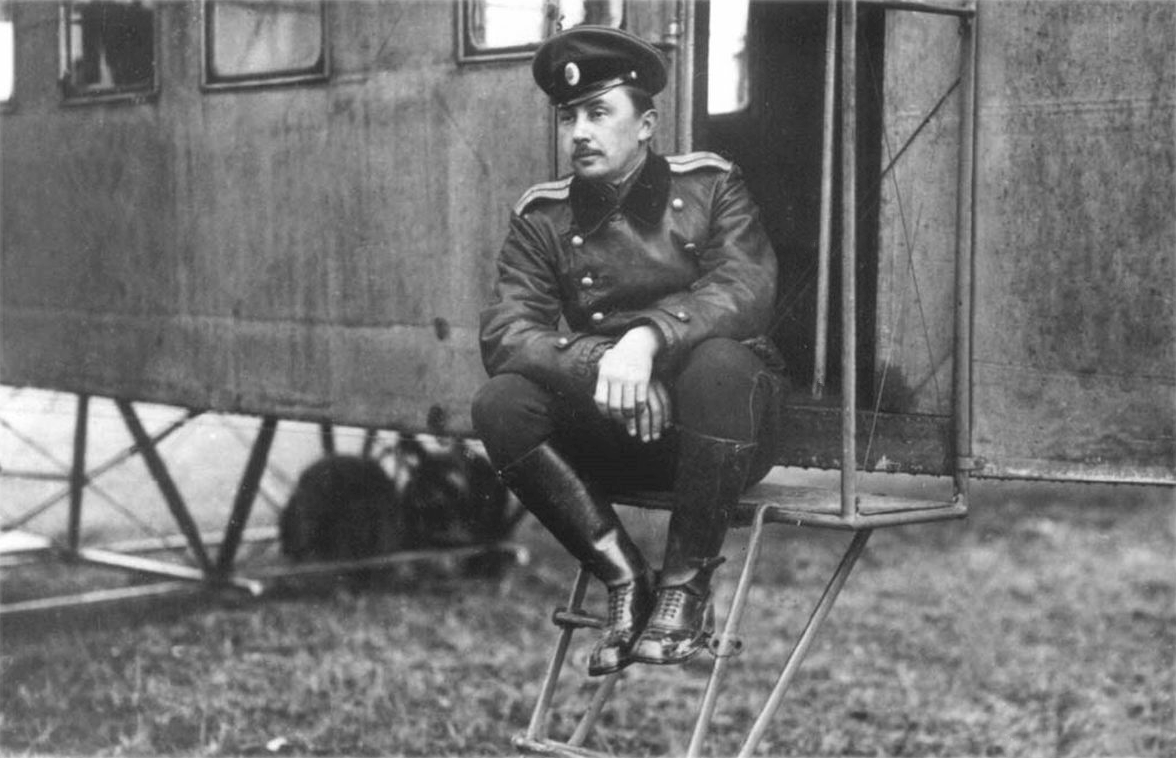
Г. Г. Горшков сидит на трапе учебного самолёта «Илья Муромец Киевский». Корпусный аэродром, лето 1914 года
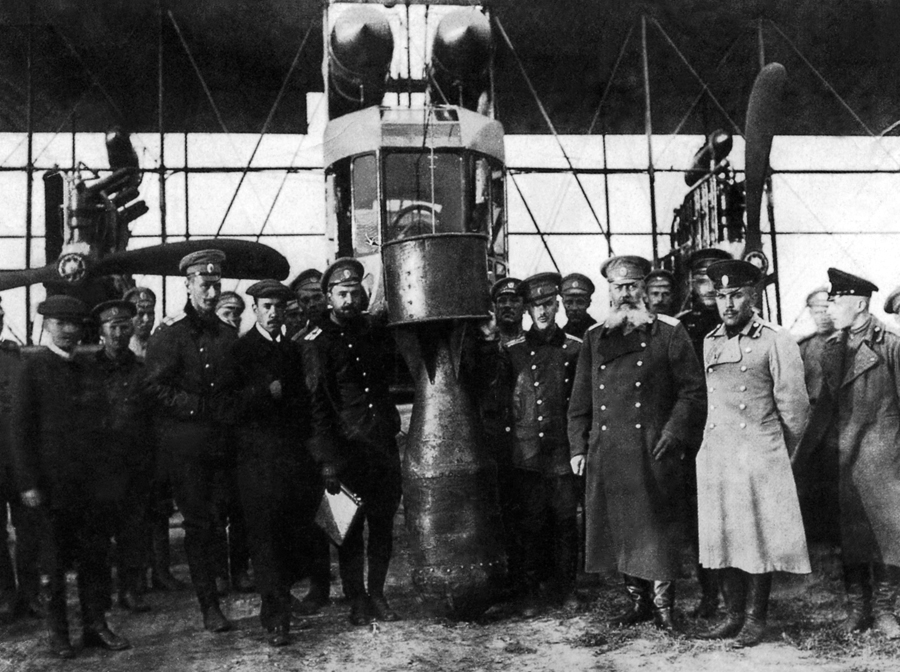
25-пудовая учебная авиабомба на фоне воздушного корабля «Илья Муромец II». В первом ряду с левой стороны от бомбы стоят (слева направо): конструктор мотора РБЗ-6 (РБВЗ-6) инженер Киреев, гвардии штабс-капитан Никольской, авиаконструктор Игорь Сикорский, штабс-капитан Панкратьев. Справа от бомбы (слева направо): капитан Витковский, генерал-майор Шидловский, поручик Косилов. 1915 год

## Отзывы о самолёте
Генерал А. А. Брусилов отмечал:

Знаменитые «Ильи Муромцы», на которых возлагалось столько надежд, не оправдали себя. Нужно полагать, что в будущем, значительно усовершенствованный, этот тип самолётов выработается, но в то время существенной пользы он принести не мог.— А. А. Брусилов. Мои воспоминания
В свою очередь, по мнению начальника штаба 1-й армии генерал-лейтенанта Одишелидзе уже первые боевые вылеты подтвердили ценность самолётов «Илья Муромец» для действующей армии:

Полёты эти показали крупное преимущество аппаратов «Илья Муромец» по сравнению с аппаратами других систем. Большая грузоподъёмность, удобство наблюдения, возможность взять большую высоту (на последних полётах 3200 метров), большой радиус полёта, вооружение аппарата и большая меткость попадания бомбами, — всё это составляет чрезвычайно крупное преимущество по сравнению с аппаратами обыкновенного типа… Большое значение имеет также достоверность результатов разведки, так как каждое наблюдение может свободно фотографироваться.— П. Д. Дузь. История воздухоплавания и авиации в России (июль 1914 г. — октябрь 1917 г.)
Авиаконструктор и историк авиации В. Б. Шавров писал:

В истории русского самолётостроения «Муромцы» являются одной из самых ярких страниц и предметом нашей законной гордости.— Цит. по: Авиация в России: Справочник // М. В. Келдыш, Г. П. Свищев, С. А. Христианович и др.; редкол.: Г. С. Бюшгенс (гл. ред.) и др. — 2-е изд., перераб. и доп.

## Создание современной копии самолёта
В Центральном музее ВВС России (посёлок Монино Московской области) экспонируется полноразмерная копия самолёта «Илья Муромец». Её в 1978 году сделали студенты Рижского института инженеров гражданской авиации (при участии сотрудников института) по заказу киностудии «Мосфильм» для съёмок фильма «Поэма о крыльях» (копия самолёта была способна рулить и совершать пробежки по аэродрому).
Первую сборку копии самолёта произвели в ангаре латвийского колхоза «Накотне», имевшего собственный аэроклуб. После подгонки всех деталей и приёмки заказчиком её разобрали и отправили сначала в Москву, где на Тушинском аэродроме происходили съёмки фильма, а затем на Кубу. После завершения съёмок полноразмерная модель демонстрировалась на ВДНХ, а в дальнейшем пополнила коллекцию музея авиации в Монино (в музей ВВС копия «Ильи Муромца» поступила в 1979 году, находится в экспозиции с 1985 года после восстановительного ремонта).

## Самолёт «Илья Муромец» в искусстве
| «Илья Муромец» на почтовых марках СССР 1976 года и России 2015 года (ЦФА [АО «Марка»] № 1998)) |

- Эпизод, посвящённый участию «Ильи Муромца» в Первой мировой войне, описывал в своих заметках с фронта Валентин Катаев.
- «Жуковский» — фильм Всеволода Пудовкина и Дмитрия Васильева (1950)
- В 1976 году в СССР выпущена почтовая марка с изображением самолёта.
- «Талант» — фильм об авиаконструкторах (1977)
- «Пока безумствует мечта» — фильм Юрия Горковенко (1978)
- «Поэма о крыльях» — фильм Даниила Храбровицкого о жизни авиаконструкторов А. Н. Туполева и И. И. Сикорского (1979)
- «Летающий слон» (роман-кино Бориса Акунина из цикла «Смерть на брудершафт») (2008)
- В 2015 году «Почта России» выпустила марку с изображением двух самолётов «Илья Муромец».
- Самолёт присутствует в видеоигре Battlefield 1 (2016).

## Комментарии
1. ↑  Правление акционерного общества Русско-Балтийского вагонного завода (РБВЗ) с 1898 года находилось в Санкт-Петербурге. С весны 1912 года там же начал работу авиационный отдел РБВЗ («воздухоплавательное отделение РБВЗ»; по сути отдельный авиационный завод), который в мае 1915 года получил название Русско-Балтийский воздухоплавательный завод (или просто «Авиа-Балт»). Подробнее см.:
 1. Русско-Балтийский вагонный завод // Рига: Энциклопедия. — Изд. 1-е — Рига: Главная редакция энциклопедий, 1989. — С. 644;
 2. Авиация в России: Справочник // М. В. Келдыш, Г. П. Свищев, С. А. Христианович и др.; редкол.: Г. С. Бюшгенс (гл. ред.) и др. — 2-е изд., перераб. и доп. — М.: Машиностроение, 1988. — ISBN 5-217-00300-6. — С. 251—252, 271;
 3. Хайрулин М. А. «Илья Муромец». Гордость русской авиации. — М.: Коллекция; Яуза; ЭКСМО, 2010. — ISBN 978-5-699-42424-5. — С. 70.
2. ↑  Изначально на самолёте-прототипе в середине фюзеляжа было установлено ещё одно крыло, однако после первых пробежек «Ильи Муромца» по аэродрому Игорь Сикорский решил его убрать, посчитав конструкцию самолёта достаточно устойчивой и имеющей необходимую подъёмную силу. Подробнее см.: Хайрулин М. А. «Илья Муромец». Гордость русской авиации. — М.: Коллекция; Яуза; ЭКСМО, 2010. — ISBN 978-5-699-42424-5. — С. 15—22.
3. ↑  Из-за огромных размеров самолёты типа «Илья Муромец» начали называть как в прессе, так и в официальных документах воздушными кораблями (см. Дальняя авиация. Первые 90 лет. — М., Полигон-Пресс, 2004. — ISBN 5-98734-001-2. — С. 11).
4. ↑  В 1917 году М. В. Шидловский покинул должность начальника Эскадры воздушных кораблей, вместо него назначили полковника Г. Г. Горшкова (см.: Хайрулин М. А. «Илья Муромец». Гордость русской авиации. — М.: Коллекция; Яуза; ЭКСМО, 2010. — ISBN 978-5-699-42424-5. — С. 111).
5. ↑  Первые два боевых отряда Эскадры воздушных кораблей создали в 1915 году, в 1916 году появился 3-й боевой отряд, в 1917 году — 4-й (в дальнейшем один из отрядов упразднили). Подробнее см.:
1. Хайрулин М. А. «Илья Муромец». Гордость русской авиации. — М.: Коллекция; Яуза; ЭКСМО, 2010. — ISBN 978-5-699-42424-5. — С. 69, 94, 100, 106, 109—111;
2. Никольской С. Н., Никольской М. Н. «Муромцы» в бою. Подвиги русских авиаторов. — М.: Эксмо; Яуза, 2010. — ISBN 978-5-699-41235-8. — С. 220, 232, 247—248.
6. ↑  В июле 1915 года тот же самолёт под управлением И. С. Башко, возвращавшийся с боевого задания, атаковали немецкие истребители. Воздушный корабль «Илья Муромец» получил серьёзные повреждения, был ранен сам Башко. В итоге у самолёта остановились все моторы, и его вынужденно посадили на болотистом лугу близ аэродрома 24-го авиационного отряда русской армии. В ходе воздушного боя (это был первый воздушный бой самолёта типа «Илья Муромец» с немецкими истребителями) экипажу «Муромца» удалось повредить один немецкий аэроплан. Подробнее см.:
 1. Хайрулин М. А. «Илья Муромец». Гордость русской авиации. — М.: Коллекция; Яуза; ЭКСМО, 2010. — ISBN 978-5-699-42424-5. — С. 63—67;
 2. Финне К. Н. Русские воздушные богатыри И. И. Сикорского: материалы для истории русской авиации с 88 снимками в тексте. — Белград, 1930. — С. 78—82.
7. ↑  По другим данным, мощность каждого мотора составляла 225 л. с. (см.: Хайрулин М. А. «Илья Муромец». Гордость русской авиации. — М.: Коллекция; Яуза; ЭКСМО, 2010. — ISBN 978-5-699-42424-5. — С. 92—93, 141, 143).
8. ↑  По другим данным, в этой авиакатастрофе сразу погиб штабс-капитан Иньков, ещё двое членов экипажа некоторое время спустя умерли от ран, и двое остались живы. Подробнее см.: Финне К. Н. Русские воздушные богатыри И. И. Сикорского: материалы для истории русской авиации с 88 снимками в тексте. — Белград, 1930. — С. 120—121.
9. ↑  Во второй половине мая 1918 года И. С. Башко (вместе с тремя военнослужащими 1-го Польского корпуса) по сути угнал воздушный корабль «Илья Муромец» из расположения войск корпуса (в итоге самолёт аварийно приземлился на территории Смоленской губернии). Подробнее см.: Хайрулин М. А. «Илья Муромец». Гордость русской авиации. — М.: Коллекция; Яуза; ЭКСМО, 2010. — ISBN 978-5-699-42424-5. — С. 114—115.
10. ↑  Несколько ранее, в марте 1920 года, предпринимались шаги по организации воздушного сообщения на линии Сарапул — Москва. Однако первый опытный полёт закончился неудачей (вынужденной посадкой). После этого работы по созданию линии были свёрнуты.
11. ↑  Год постройки воздушного корабля серии Е-1 с заводским номером 265.